# Ропа (Малопольське воєводство)
Ропа (пол. Ropa) — лемківське село в Польщі, у гміні Ропа Горлицького повіту Малопольського воєводства. Населення — 4197 осіб (2011).

## Історія
Історія села сягає глибше 1359 року, коли Казимир Великий надав землі вздовж річки Ропи Яну Гладишу з Шимбарку.
В околицях села провадився видобуток залізної руди, знаходили дорогоцінне каміння і шукали золото. В 1530 р. підскарбій короля Зигмунта Старого і староста бецький Северин Бонер шукав золото в селі Ропа і наткнувся на нафту, яка залила йому копальню. Коли в XIX ст. знайшли застосування нафті, тут розвинувся видобувний промисел. Добували нафту і збудували перегонний цех, який знесла повінь наприкінці XIX ст.
До середини XX ст. в регіоні переважало лемківське населення. До 1945 р. греко-католики села користувалися дерев'яною церквою Різдва Пресвятої Богородиці, спільною для сіл Ропа і Лосє, яка була дочірньою церквою парохії Климківка Горлицького деканату, метричні книги велися з 1784 року.
Після Другої світової війни Лемківщина, попри сподівання лемків на входження в УРСР, була віддана Польщі, а корінне українське населення примусово-добровільно вивозилося в СРСР. Згодом, у період між 1945 і 1947 роками, в цьому районі тривала боротьба між підрозділами УПА та радянським військами. Ті, хто вижив, 1947 року під час операції Вісла були ув'язнені в концтаборі Явожно або депортовані на понімецькі землі, натомість заселено поляків.
У 1975—1998 роках село належало до Новосондецького воєводства.

## Демографія
Демографічна структура станом на 31 березня 2011 року:
|          | Загалом | Допрацездатний вік | Працездатний вік | Постпрацездатний вік |
| -------- | ------- | ------------------ | ---------------- | -------------------- |
| Чоловіки | 2118    | 585                | 1331             | 202                  |
| Жінки    | 2079    | 541                | 1180             | 358                  |
| Разом    | 4197    | 1126               | 2511             | 560                  |

## Пам'ятники
Об'єкти, перераховані в реєстрі пам'яток Малопольського воєводства:
- Костел св. Архангела Михаїла 1761 р.
- Військове кладовище № 72 з Першої світової війни.
- Панський маєток:
- бароково-класицистичний палац 1803 р. з парковим ансамблем (зараз — реконструюється), будівлі зведені в XVI—XVII ст.;
- 2 прибудови коло 1800 р.;
- комора XIX ст., перебудована з оборонного двору середини XVI ст. родини Бженських;
- парк.